# Walid Obeidi
Walid Obeidi (ur. 1968 ?, zm. 16 stycznia 2008) – palestyński przywódca zbrojnego ramienia Palestyńskiego Islamskiego Dżihadu na Zachodnim Brzegu Jordanu. 
Za udział w różnych atakach terrorystycznych był poszukiwany przez kilka lat przez siły izraelskie. Zginął w czasie wymiany ognia z izraelskimi żołnierzami w miejscowości Kabatija na południe od Dżaninu. W wyniku starcia ranni zostali także dwaj ochroniarze Obeidiego.